# 東急PLAZA

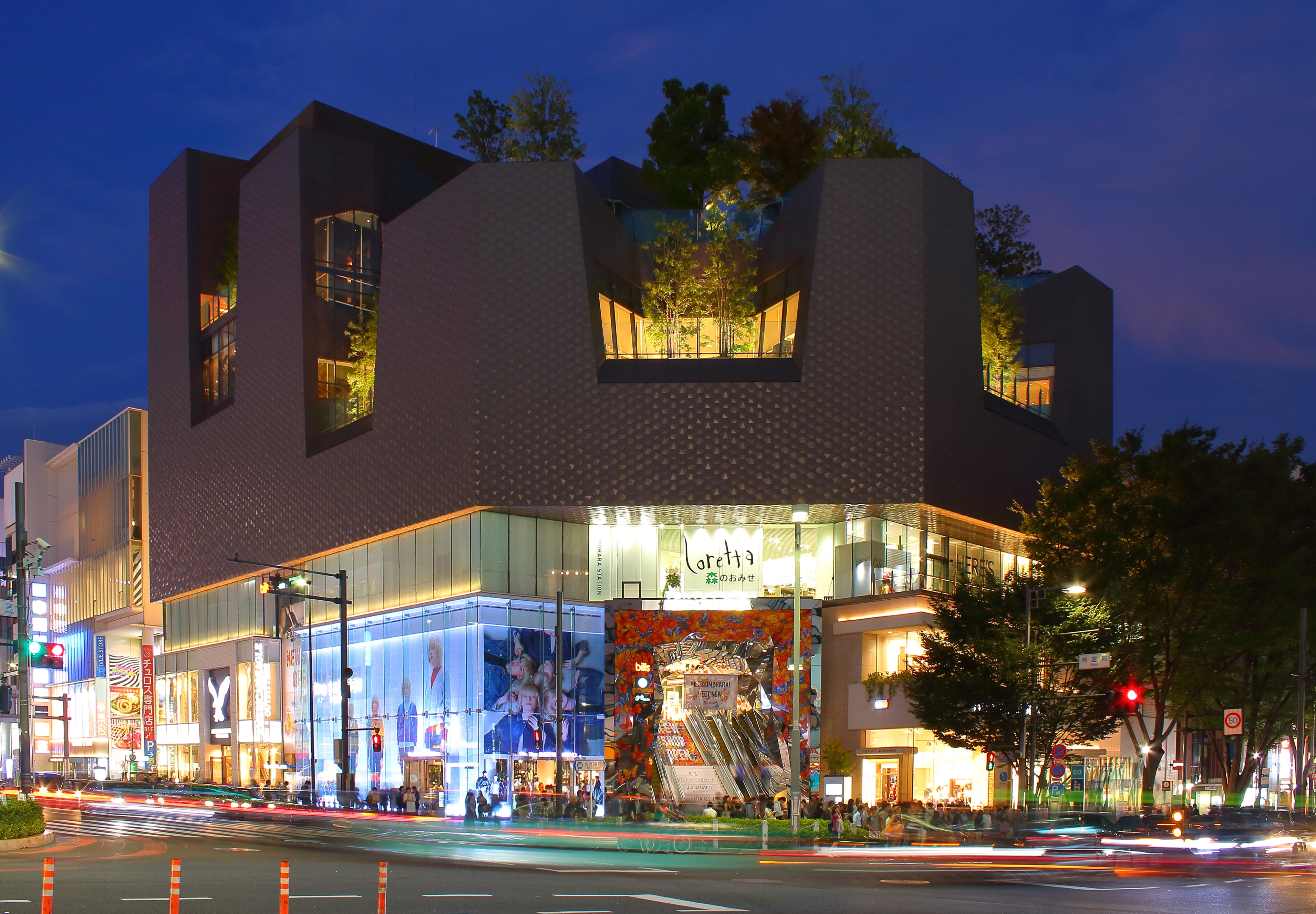
東急PLAZA表參道原宿

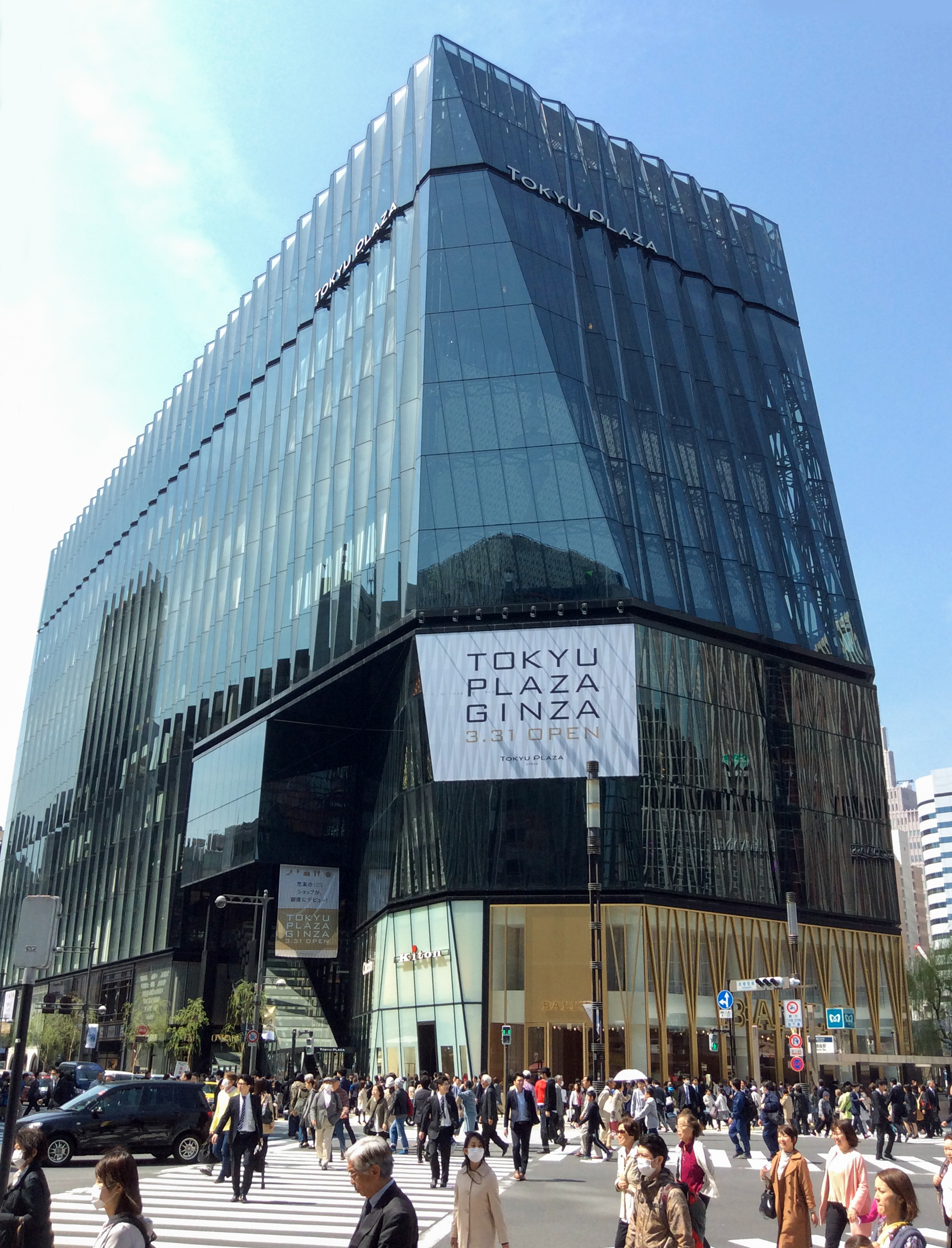
TOKYU PLAZA GINZA 銀座東急廣場

東急PLAZA（日语：／，英語：TOKYU PLAZA）是東急不動產集團營運的都市型購物商場。

## 概要
東急PLAZA起於1961年（昭和36年）開幕的「自由之丘東急PLAZA」。是當地的地標之一。商場內有時裝、餐飲、書店、文化學校、醫院等多樣租戶。
現在的商標是「東急PLAZA表參道原宿」開幕時所導入的新設計。商店名稱也改為「東急PLAZA＋地域名」。

## 各分店

### 東急PLAZA蒲田
- 1968年（昭和43年）11月1日，以蒲田東急大樓的名稱開幕
- 所在地：東京都大田區西蒲田7-69-1
- 交通方式：JR京濱東北線、東急（池上線、多摩川線）「蒲田站」二樓直通。
- 地下1層、地上7層（停車場：85台）
- 屋頂有2010年代東京都內唯一營業的屋頂摩天輪，2014年3月因整修關閉，同年10月9日重新開幕後再次營運[3]。
- 地下1樓與2樓～5樓有連絡通道通往GRANDUO（日语：グランデュオ）蒲田。
- 公共道路對面的東急Store（日语：東急ストア）也是東急PLAZA蒲田的一部分。
- TOKYU POINT（日语：東急カード）加盟店。
- 過去曾有另一棟「別館」。

### 東急PLAZA赤坂
- 1969年（昭和44年）9月13日開幕
- 所在地：東京都千代田區永田町2-14-3　赤坂東急大樓
- 交通方式：東京地下鐵（銀座線、丸之內線）「赤坂見附站」步行1分
- 赤坂東急大樓的地下1樓～4樓（赤坂東急大樓停車場：機械式80台・平面68台）

### 東急PLAZA戶塚
- 2010年（平成22年）4月2日開幕
- 所在地：神奈川縣橫濱市戶塚區戶塚16-1
- 交通方式：JR東海道線、橫須賀線、湘南新宿線、橫濱市營地下鐵藍線（號線）「戶塚站」直通。
- 地下1層、地上6層（停車場：汽車602台、自行車375台、摩托化自行車100台、機車17台）
- TOKYU POINT（日语：東急カード）加盟店。

### 東急PLAZA表參道原宿
- 2012年（平成24年）4月18日開幕[4]。
- 所在地：東京都澀谷區神宮前4-30-3

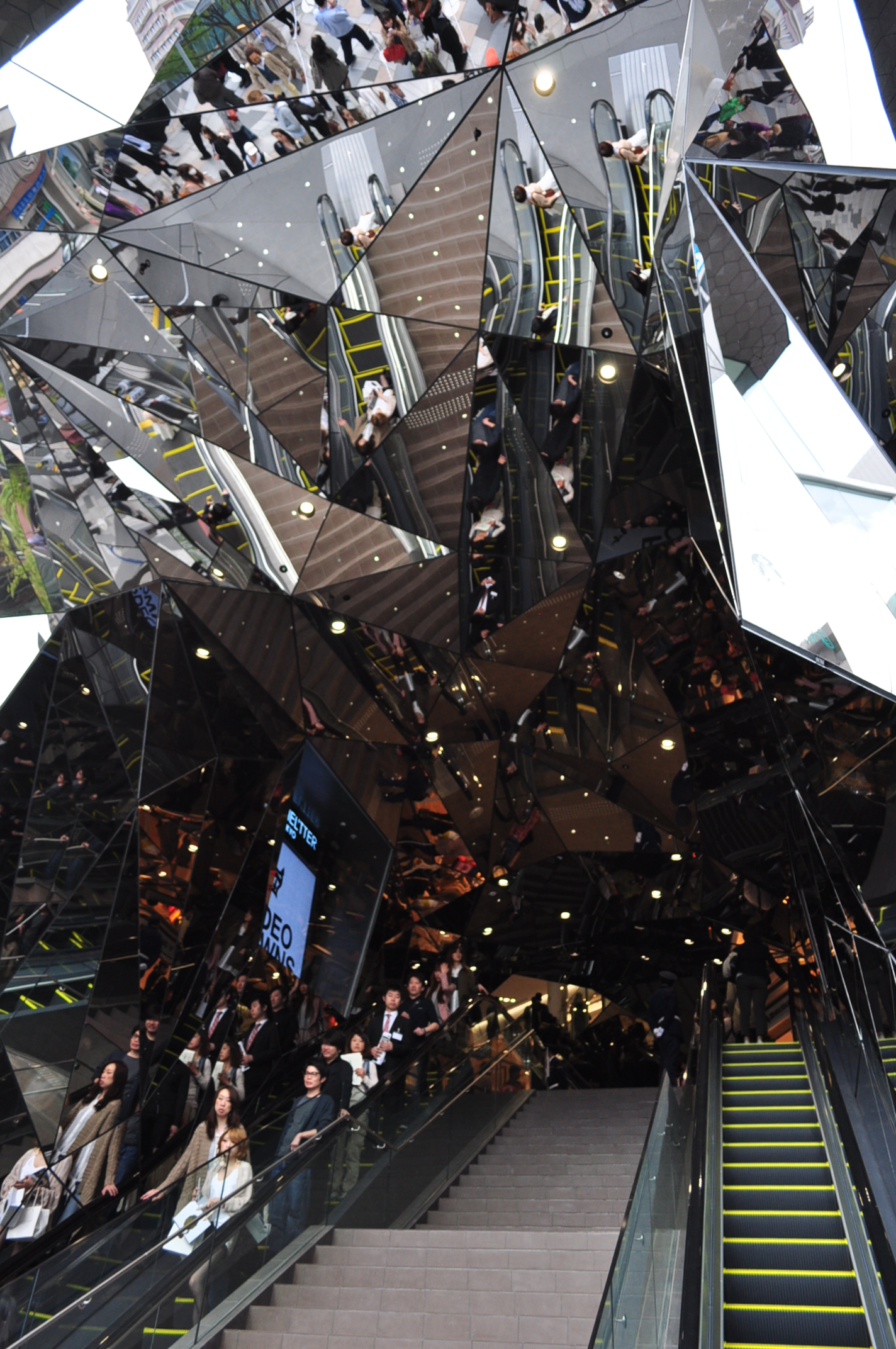
東急PLAZA表參道原宿入口

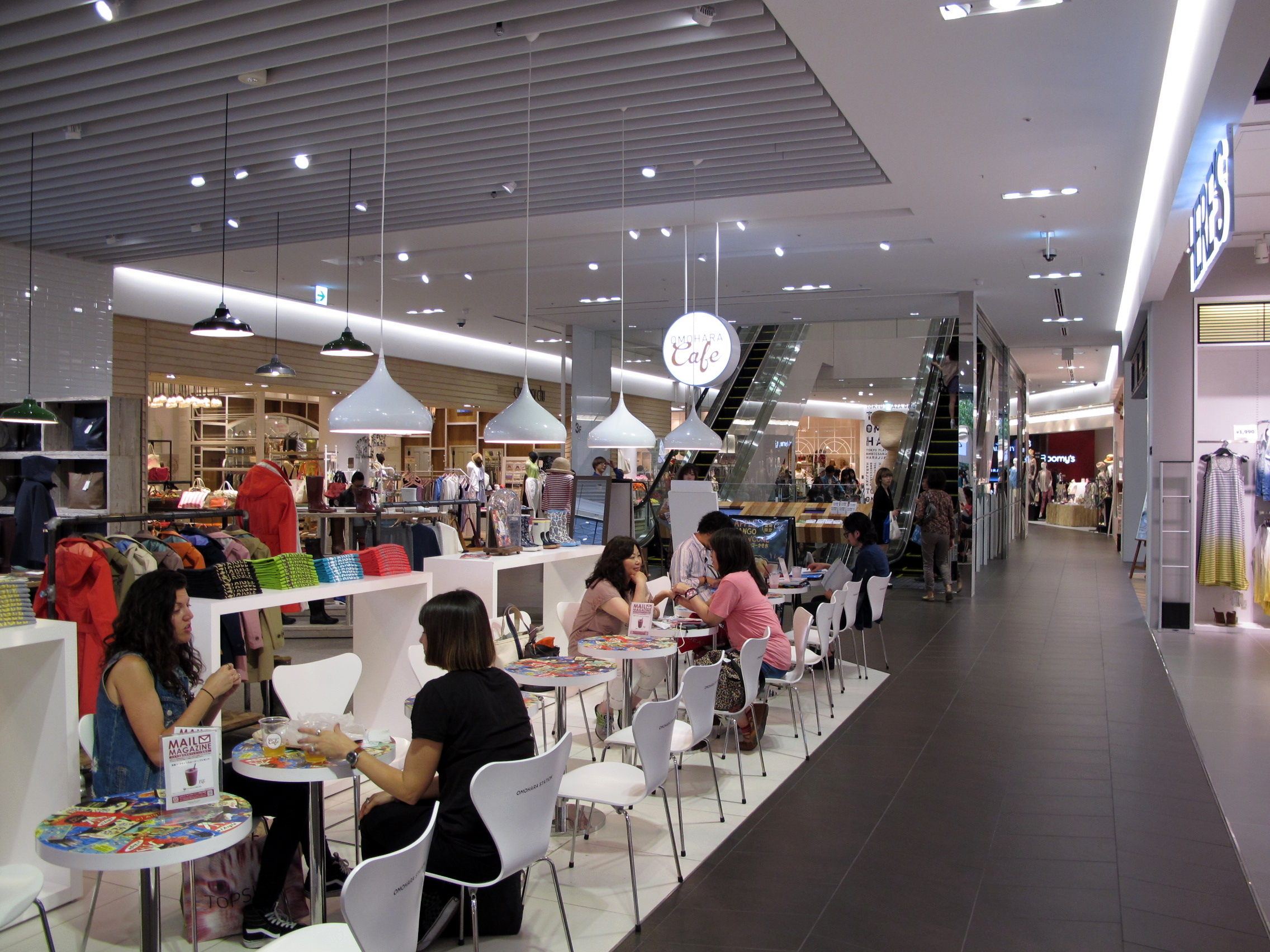
東急PLAZA表參道原宿3樓商店

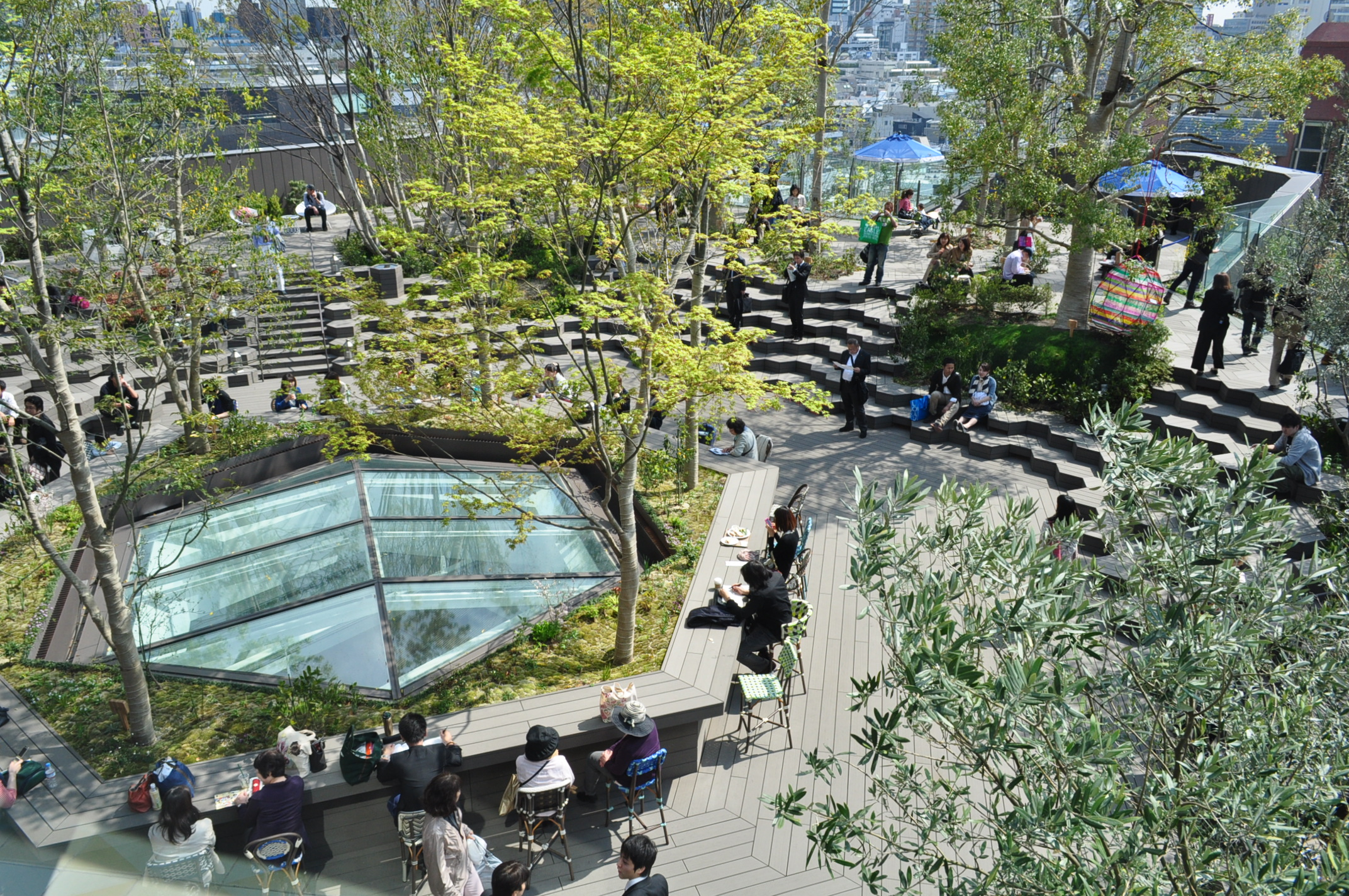
東急PLAZA表參道原宿頂樓庭園

- 交通方式：JR山手線「原宿站」步行4分、東京地下鐵（千代田線、副都心線）「明治神宮前站」步行1分。
- American Eagle Outfitters日本1號店與Tommy Hilfiger全球旗艦店、東急手創館小型店鋪「Hands Be」等。

### 東急PLAZA新長田
- 2013年（平成25年）9月20日開幕。JR神戶線新長田站前Joyplaza（日语：ジョイプラザ (ショッピングセンター)）（新長田站前大廈（日语：新長田駅前ビル）內）的大規模更新工程。主力租戶西友於7月27日先行開業[5]。
- 所在地：兵庫縣神戶市長田區若松町5-5-1
- 交通方式：JR神戶線「新長田站」步行1分，神戶市營地下鐵西神·山手線、神戶市營地下鐵海岸線「新長田站」步行1分。

### 東急PLAZA銀座
- 2016年（平成28年）3月31日預定在銀座數寄屋橋（日语：数寄屋橋）開幕。
- 所在地：東京都中央區銀座5-2-1
- 交通方式：東京地下鐵（銀座線、丸之內線、日比谷線）「銀座站」步行1分，（日比谷線、千代田線）「日比谷站」步行2分，（有樂町線）「有樂町站」步行2分，都營地下鐵三田線「日比谷站」步行2分，JR山手線、京濱東北線「有樂町站」銀座口步行4分。

### 各分店圖片

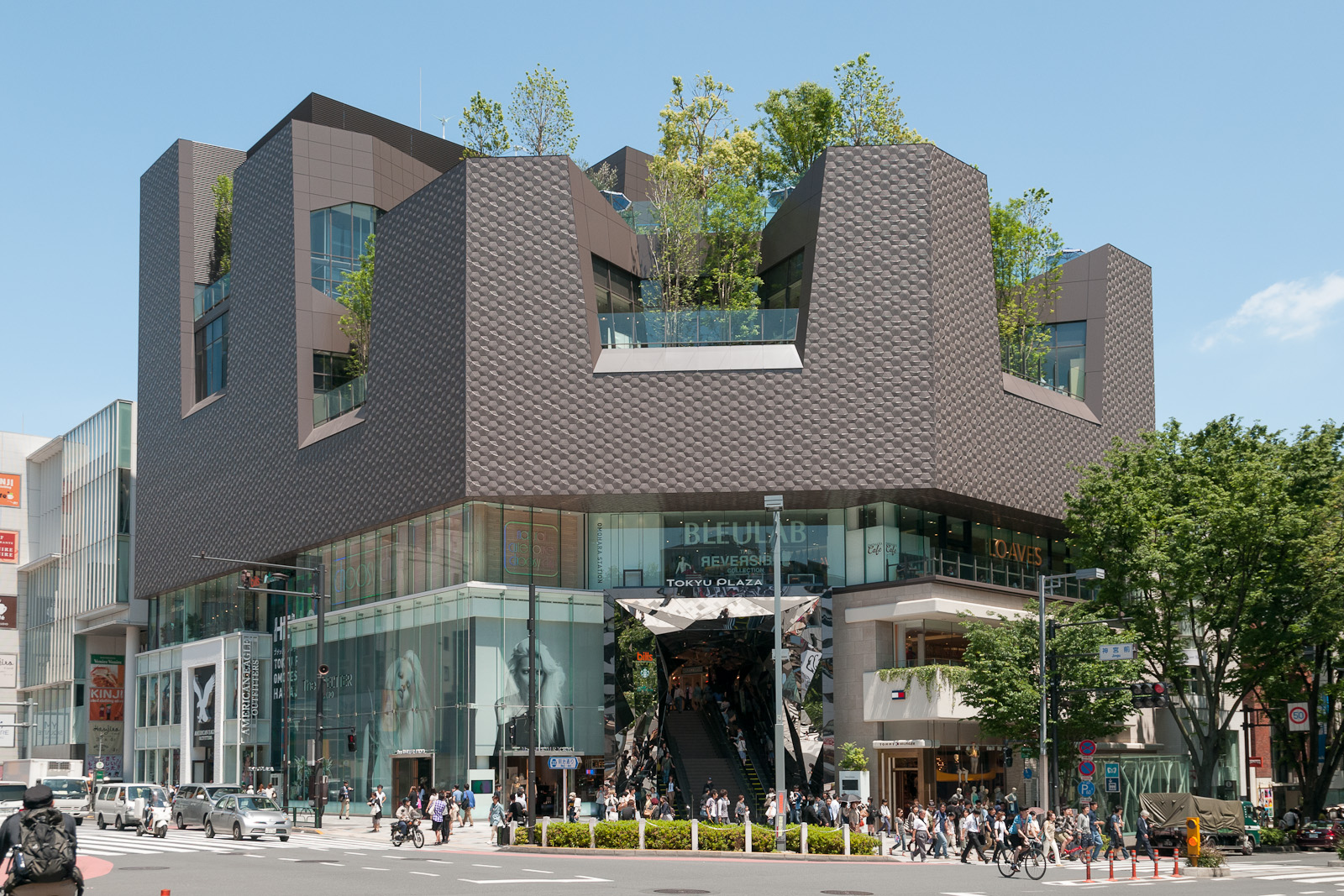
東急PLAZA表參道原宿
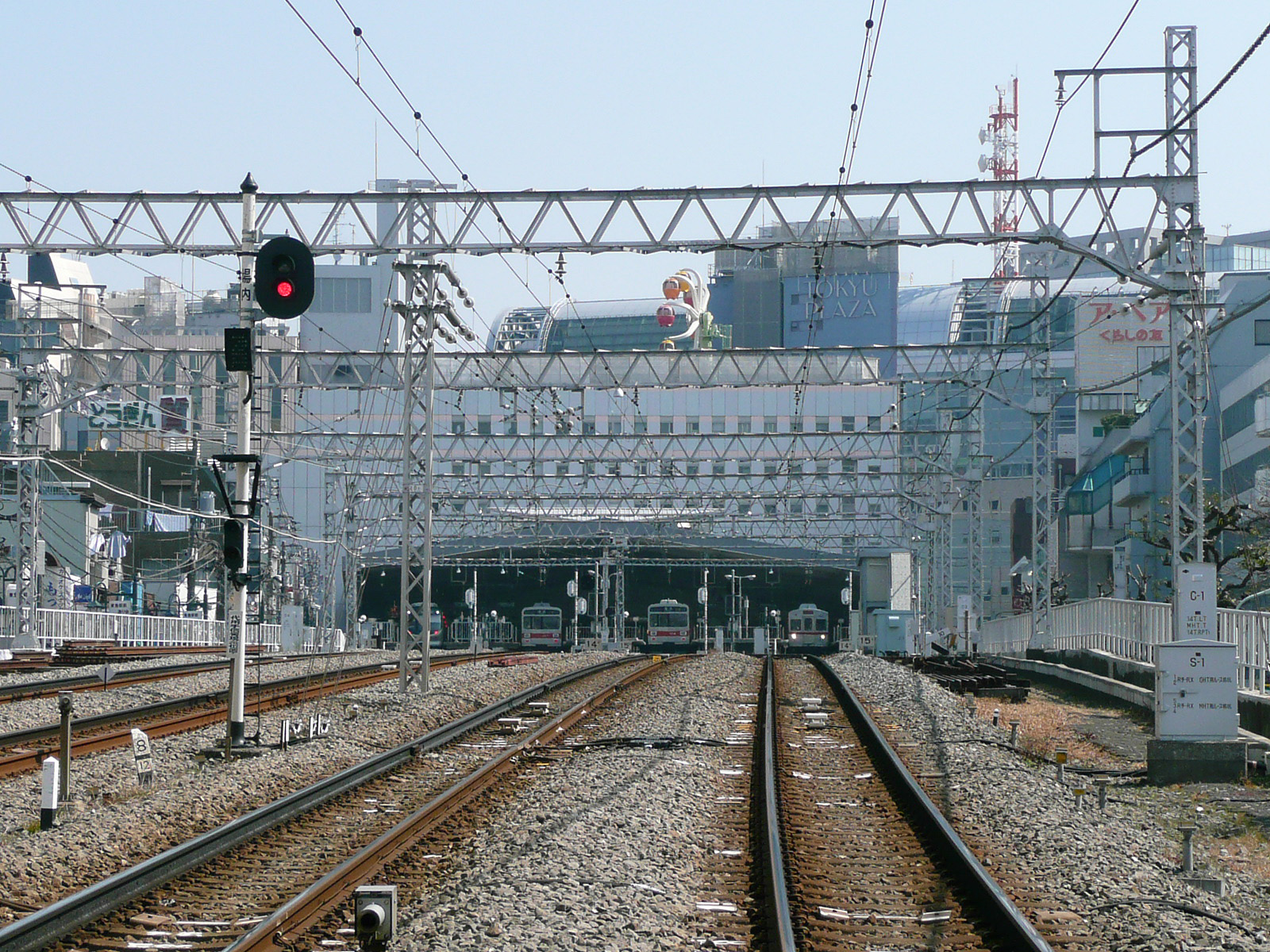
東急PLAZA蒲田（車站後方建物）
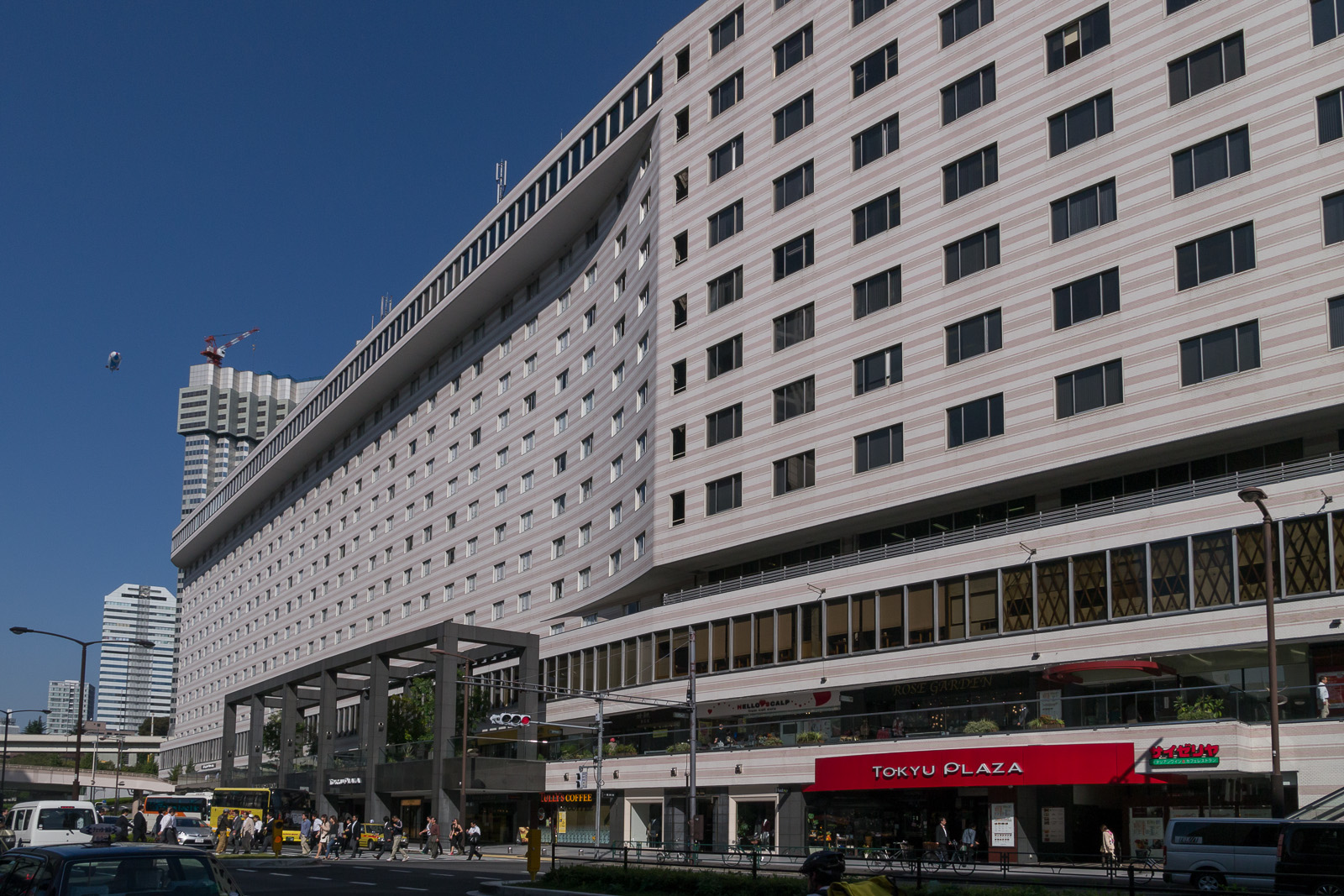
赤坂東急大樓
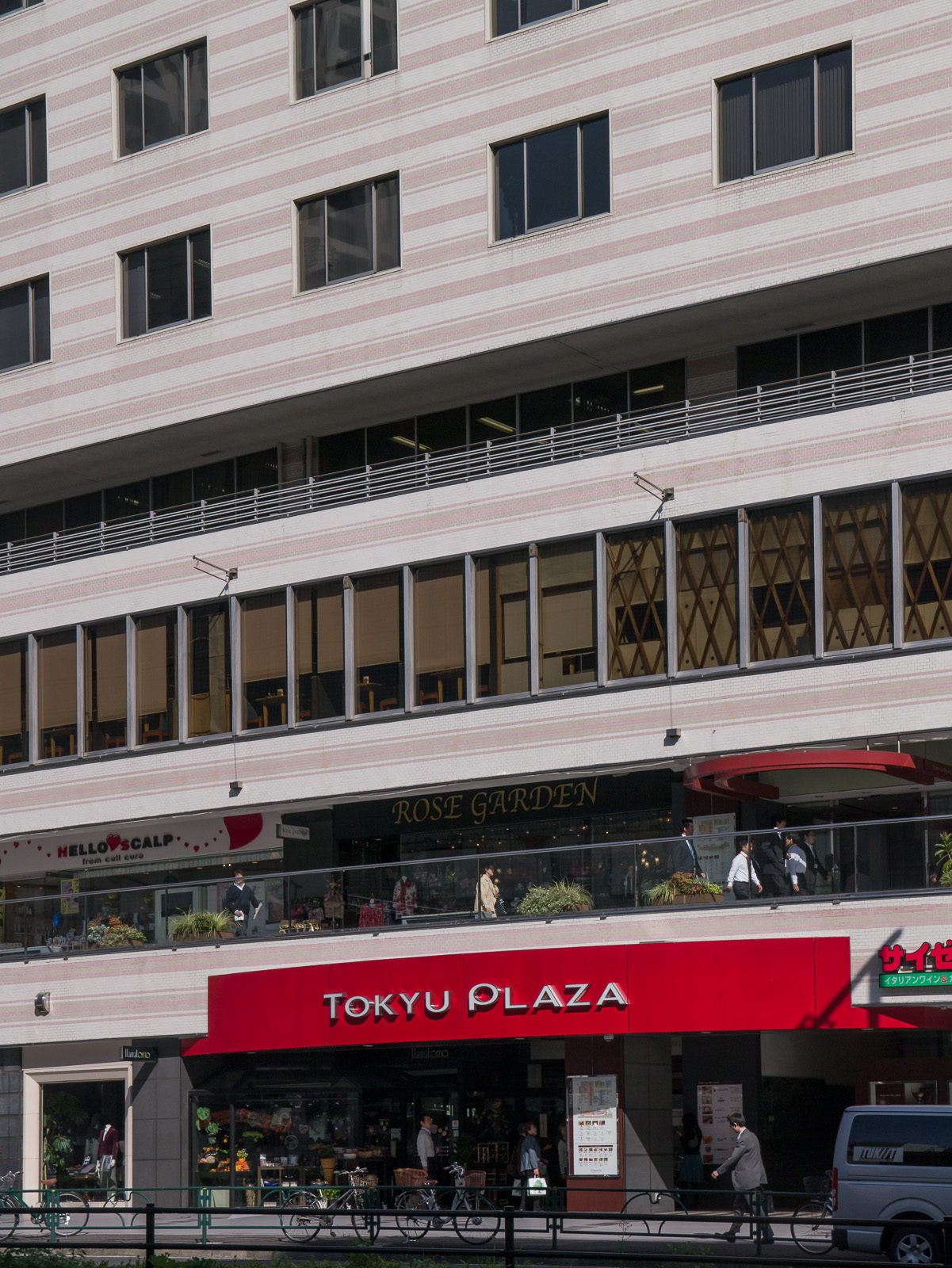
東急PLAZA赤坂
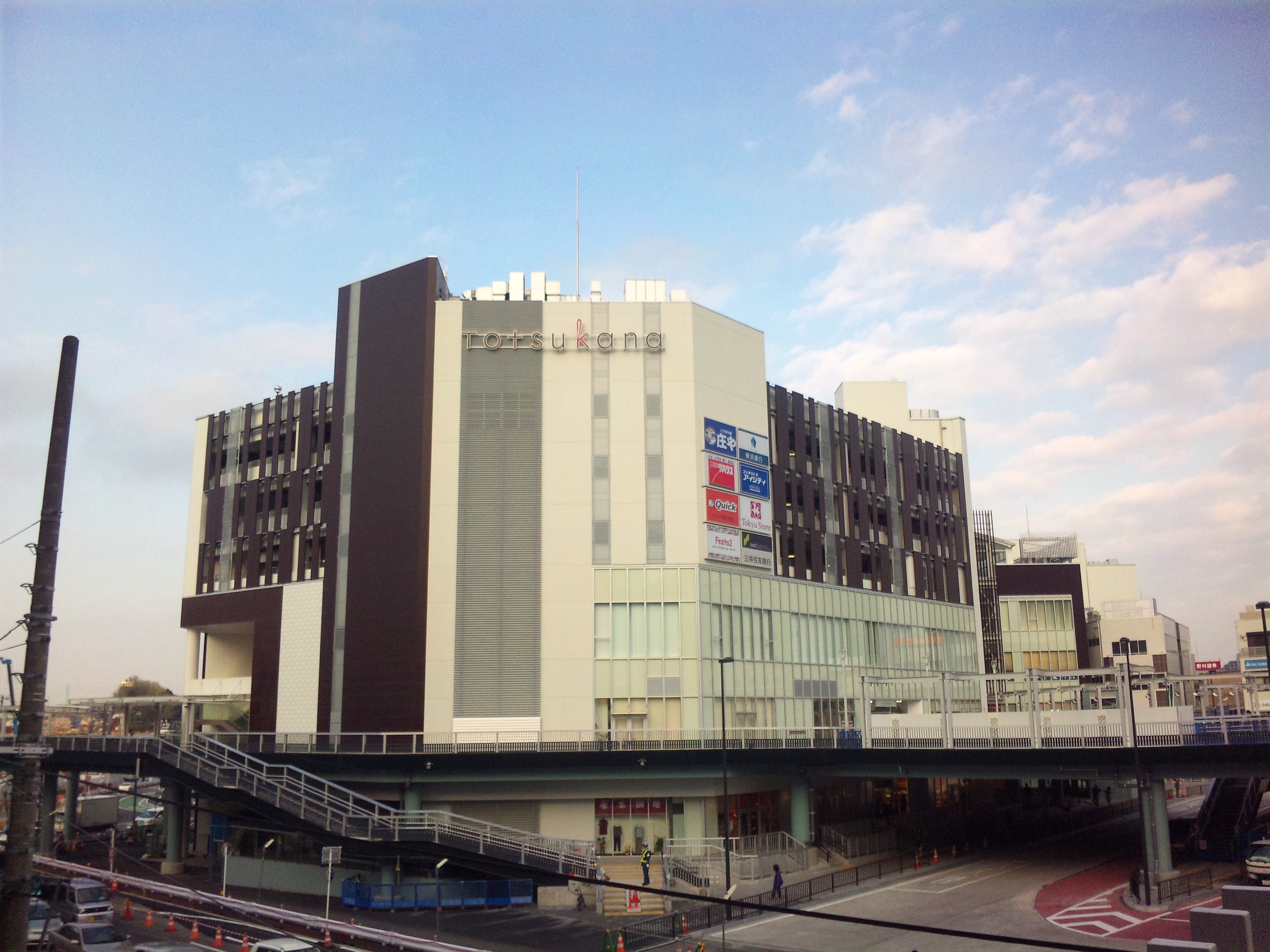
Totsukana（東急PLAZA戶塚與Totsukana Mall）
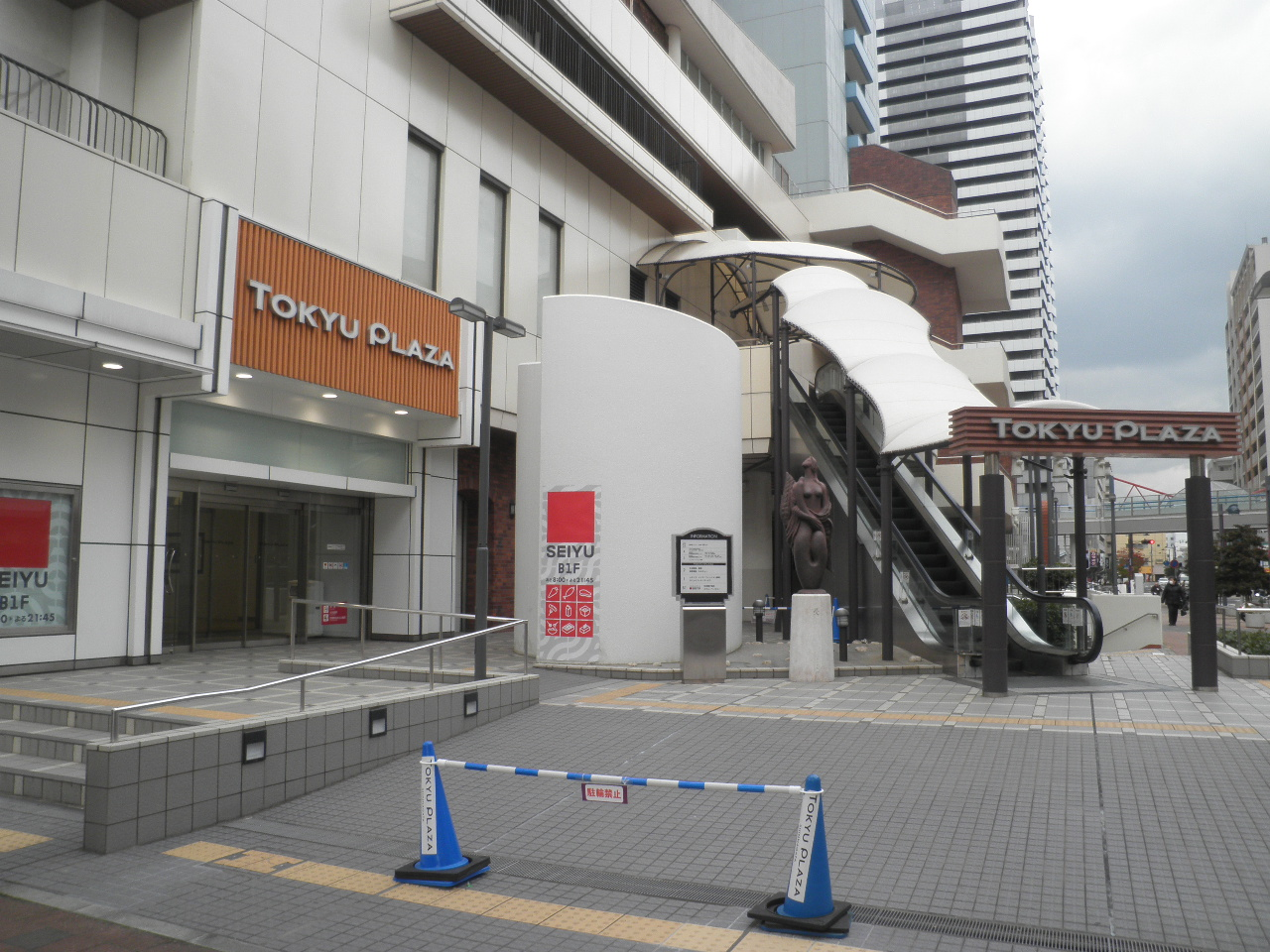
東急PLAZA新長田

## 已關閉的分店

### 自由之丘東急PLAZA（現自由之丘東急大樓）
- 1961年（昭和36年）8月1日開幕
- 所在地 東京都目黑區自由之丘1-30-3
- 交通方式：東急（東橫線、大井町線）「自由丘站」步行1分
- 地下1層、地上9層（無停車場）

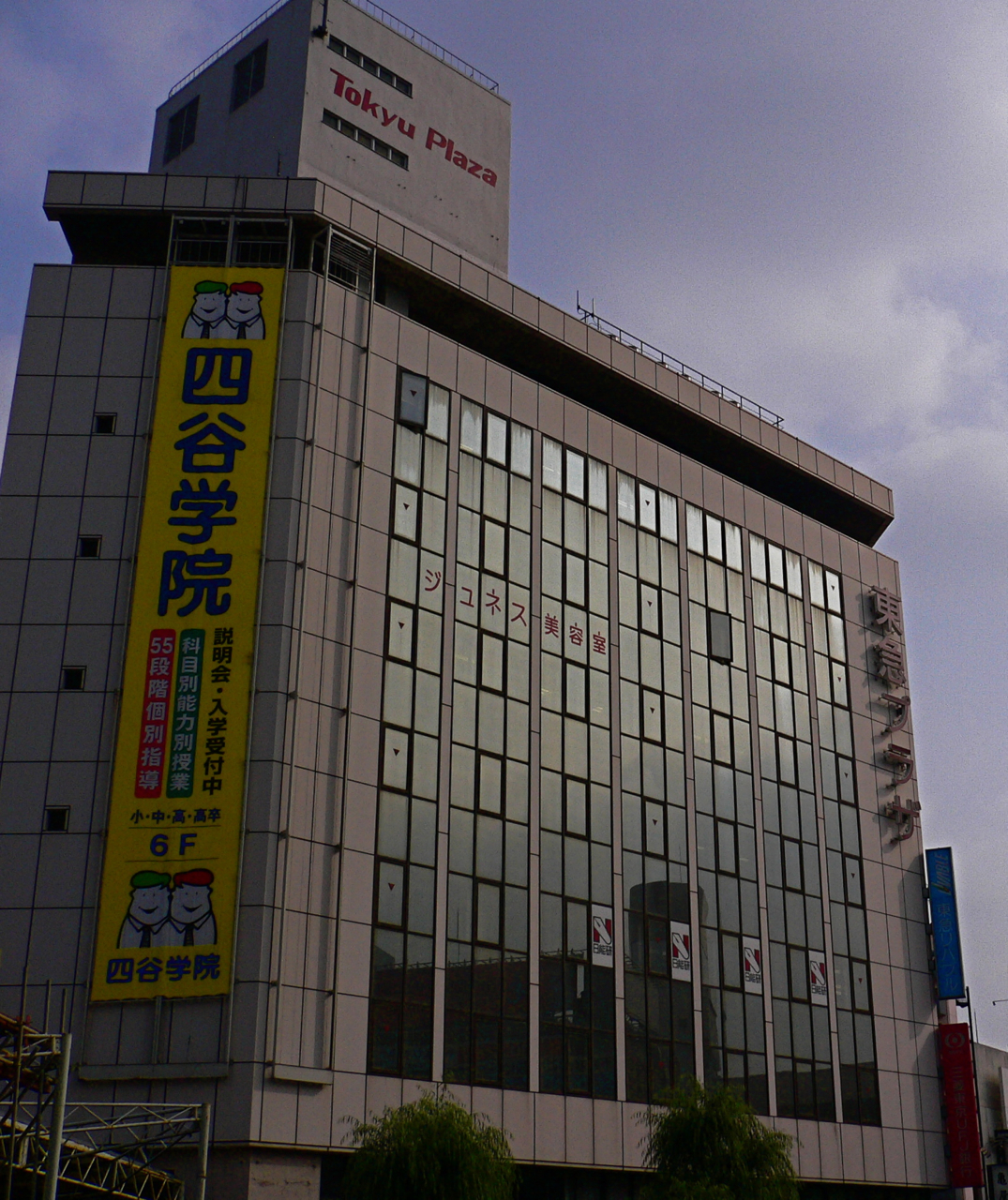
自由之丘東急PLAZA（現自由之丘東急大樓）

### 藤澤東急PLAZA（現藤澤廣場）

#### 本館
- 1982年（昭和57年）開幕
- 所在地：神奈川縣藤澤市鵠沼東1-2
- 交通方式：JR、小田急江之島線「藤澤站」步行5分
- 地下1層地上5層（無停車場）

#### 東館
- 所在地：神奈川縣藤澤市鵠沼東2-3
- 交通方式：JR、小田急江之島線「藤澤站」步行6分

### 蒲田東急PLAZA ANNEX(現唐吉訶德蒲田站前店)
- 蒲田站西口丸井蒲田店撤退後的大樓重新改裝營業。
- 2009年5月中，安利美特與TSUTAYA移出，大創百貨、Daikoku Drug（日语：ダイコク）、漫畫廣場（日语：まんが広場）閉店。同年10月30日唐吉訶德開幕。

### 東急PLAZA澀谷
- 1965年（昭和40年）6月13日以「澀谷東急大樓」的名稱開幕。
  - 1969年（昭和44年）11月更名為「澀谷東急PLAZA」，2012年（平成24年）4月再改為原名。
- 所在地：東京都澀谷區道玄坂1-2-2
- 交通方式：JR、東京地下鐵（銀座線、半藏門線、副都心線）、東急（東橫線、田園都市線）、京王井之頭線「澀谷站」步行1分
- 地下2層、地上9層（停車場：81台）
- TOKYU POINT（日语：東急カード）加盟店。
- 隨著澀谷站再開發而重新整修，2015年（平成27年）3月22日閉館[6]，預定2018年重新開幕[7]。

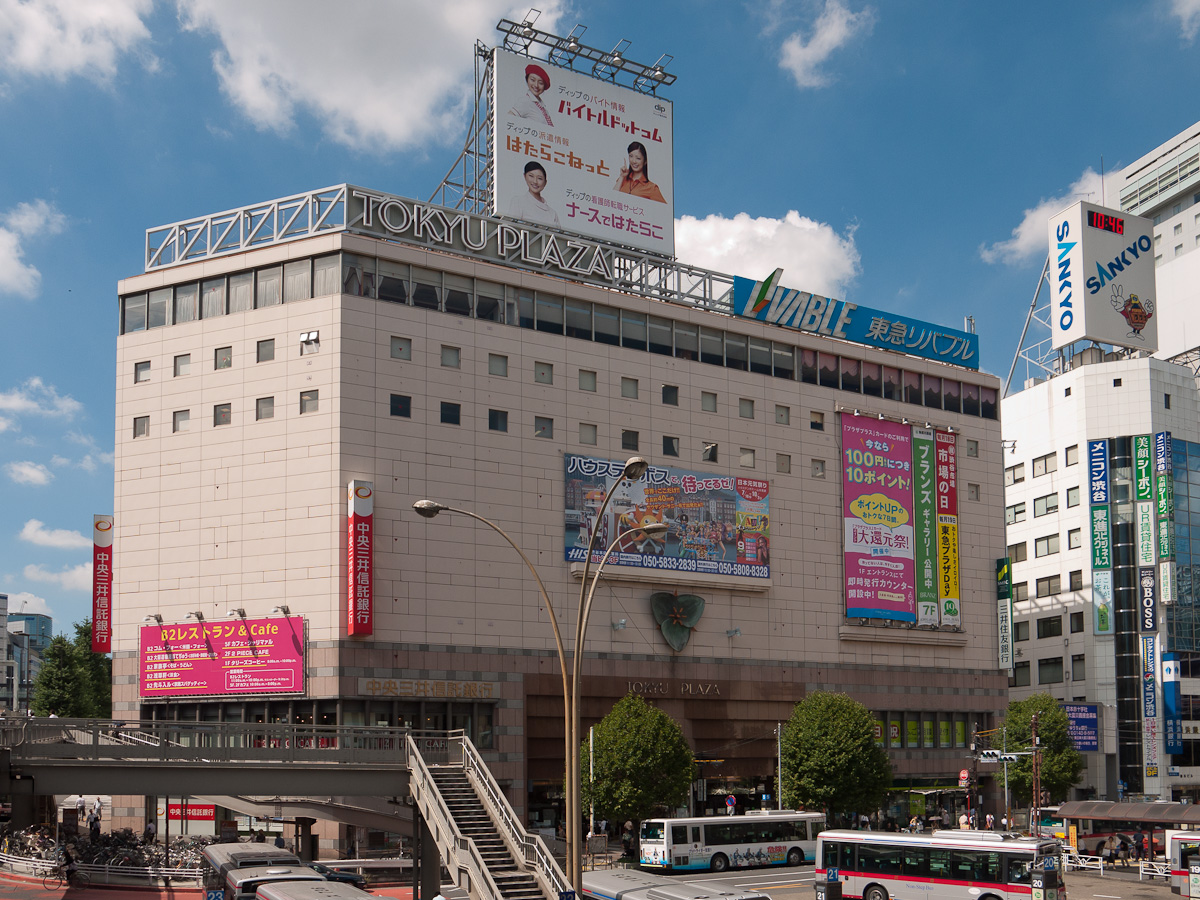
東急PLAZA澀谷

### 東急PLAZA札幌（現餐廳廣場札幌）
- 1980年（昭和55年）6月5日開幕
- 2012年由札幌東急PLAZA更名為東急PLAZA札幌。
- 所在地：北海道札幌市中央區南4條西5丁目
- 交通方式：札幌市營地下鐵南北線「薄野車站」步行1分
- 位於札幌東急INN地下1樓～地上2樓（札幌東急INN停車場：126台）
- 2015年（平成27年）9月再改為現名。

### 東急PLAZA江坂（現CARINA江坂）
- 1983年（昭和58年）10月開幕
- 所在地：大阪府吹田市豐津町9-40
- 交通方式：大阪市營地下鐵御堂筋線、北大阪急行線「江坂站」步行1分
- 位於新大阪江坂東急INN低樓層，東急手創館等在此展店。道路對面有同為東急不動產集團營運的「江坂Ots」。
- 2015年（平成27年）10月2日改為現名。

## 備註
1. ↑  . 東急不動産. 2011-11-15  [2011-12-03]. （原始内容存档于2020-10-01）.
2. ↑   (PDF). 東急不動産. 2012-04-13  [2012-08-18]. （原始内容存档 (PDF)于2019-12-07）.
3. ↑   (新闻稿). 東急不動産、ナムコ. 2014-08-07  [2016-03-20]. （原始内容存档于2019-11-07）.
4. ↑   (PDF). 東急不動産. 2012-01-12  [2012-01-17]. （原始内容存档 (PDF)于2020-10-31）.
5. ↑   (PDF). 東急不動産. 2013-07-02  [2013-07-04]. （原始内容存档 (PDF)于2020-01-13）.
6. ↑  . 東急不動産、東急不動産SCマネジメント. 2014-12-11  [2014-12-18]. （原始内容存档于2020-08-13）.
7. ↑   (PDF). 東急不動産. 2013-01-23  [2013-01-31]. （原始内容存档 (PDF)于2019-11-08）.

## 外部連結
- 東急PLAZA（表參道原宿、蒲田、戶塚、赤坂、新長田） （页面存档备份，存于）
- 東急プラザ 銀座 （页面存档备份，存于）
- レストランプラザ 札幌 （页面存档备份，存于）
- カリーノ江坂 （页面存档备份，存于）
- 東急プラザシリーズ（東急不動産） （页面存档备份，存于）
- 東急不動産SCマネジメント （页面存档备份，存于）